# Evan Mock
Evan Mock (Baía de Waimea, 8 de abril de 1997) é um modelo, ator e skatista americano. Ele é conhecido por interpretar Akeno Menzies na série de drama adolescenteda HBO Max, Gossip Girl.

## Vida e carreira
Evan Mock nasceu na Baía de Waimea, em Oahu uma das ilhas do Arquipélago do Havaí. Sua mãe é filipina enquanto seu pai é americano e trabalha como fabricante de quilhas de pranchas de surfe. Ele foi educado em casa e se mudou para Califórnia aos 18 anos pra praticar skate profissionalmente.
Em janeiro de 2019 Mock ganhou destaque ao ser gravado andando de skate pelo artista americano Tom Saches e ter seu vídeo compartilhado nas redes sociais por Frank Ocean.
Ele desfilou para a Louis Vuitton em 2019, e em 2020 foi escolhido como o rosto da Calvin Klein.
Mock estrela como o estudante de escola particular Akeno "Aki" Menzies na série de televisão de drama adolescente Gossip Girl, que estreou na HBO Max em julho de 2021.

## Filmografia
| Ano       | Título      | Papel               | Notas           |
| --------- | ----------- | ------------------- | --------------- |
| 2021-2023 | Gossip Girl | Akeno "Aki" Menzies | Papel principal |